# O Chin-u
O Jin-u (Hamgyŏng del Sur, 8 de marzo de 1917-Pionyang, 25 de febrero de 1995) fue un militar y político de Corea del Norte. Fue la tercera persona más poderosa en el país, después de Kim Il-sung y Kim Jong-il, además de ser una figura de línea dura.

## Biografía
Nació en el seno de una familia de campesinos pobres en la provincia de Hamgyŏng del Sur.
Muy poco se sabe sobre él, excepto por el hecho de que él sirvió con la unidad partidista de Kim Il-sung y finalmente se levantó a través de las filas del ejército norcoreano. Fue distinguido durante la guerra de Corea y era un asesor de confianza del líder norcoreano hasta su muerte, siendo también su principal guardia en 1945.  
Tras la guerra de Corea, ascendería en la jerarquía tanto militar como política. En 1963, ascendió a general. En 1958, fue nombrado jefe del Estado Mayor de la Fuerza Aérea del Ejército Popular Coreano; en 1962, fue designado viceministro del Ministerio de Seguridad del Pueblo; en 1967, fue director del Buró Político General del Ejército Popular Coreano y en 1968, fue jefe del Estado Mayor. En el Partido de los Trabajadores de Corea, fue miembro del Comité Central en 1954, miembro del Comité Político (antiguo nombre del Politburó) en 1966, miembro de la Secretaría en 1968 y miembro del Presídium en 1977.   
Fue diputado de la Asamblea Popular Suprema desde 1960. En 1972, Jin-u fue nombrado inmediatamente miembro del Comité Popular Central, al ser constituido. Así mismo, asumió como vicepresidente de la Comisión de Defensa Nacional y del Ministerio de las Fuerzas Armadas Populares en 1976. También fue ascendido a vicemariscal en 1985 y mariscal en 1992, siendo este uno de los tres oficiales de las Fuerzas Armadas en el país que alcanzaron tal rango.
Después de que Kim Jong-il fue nombrado presidente de la Comisión de Defensa Nacional en 1993, Jin-u lo reemplazó como su primer vicepresidente. También fue el segundo miembro del comité funeral de Kim Il-Sung en 1994, inmediatamente debajo de Kim Jong-il. También fue el último miembro sobreviviente del Presidium del Politburó junto con el nuevo líder.  

### Fallecimiento
O murió de cáncer de pulmón en 1995, un año después de Kim Il-Sung. Recibió tratamiento médico en Francia. Tras su muerte, el cargo ministerial que ostentaba estuvo vacante durante más de siete meses, hasta que en octubre de 1995, Choi Kwang asumió el cargo.